# Flambart (Bootstyp)

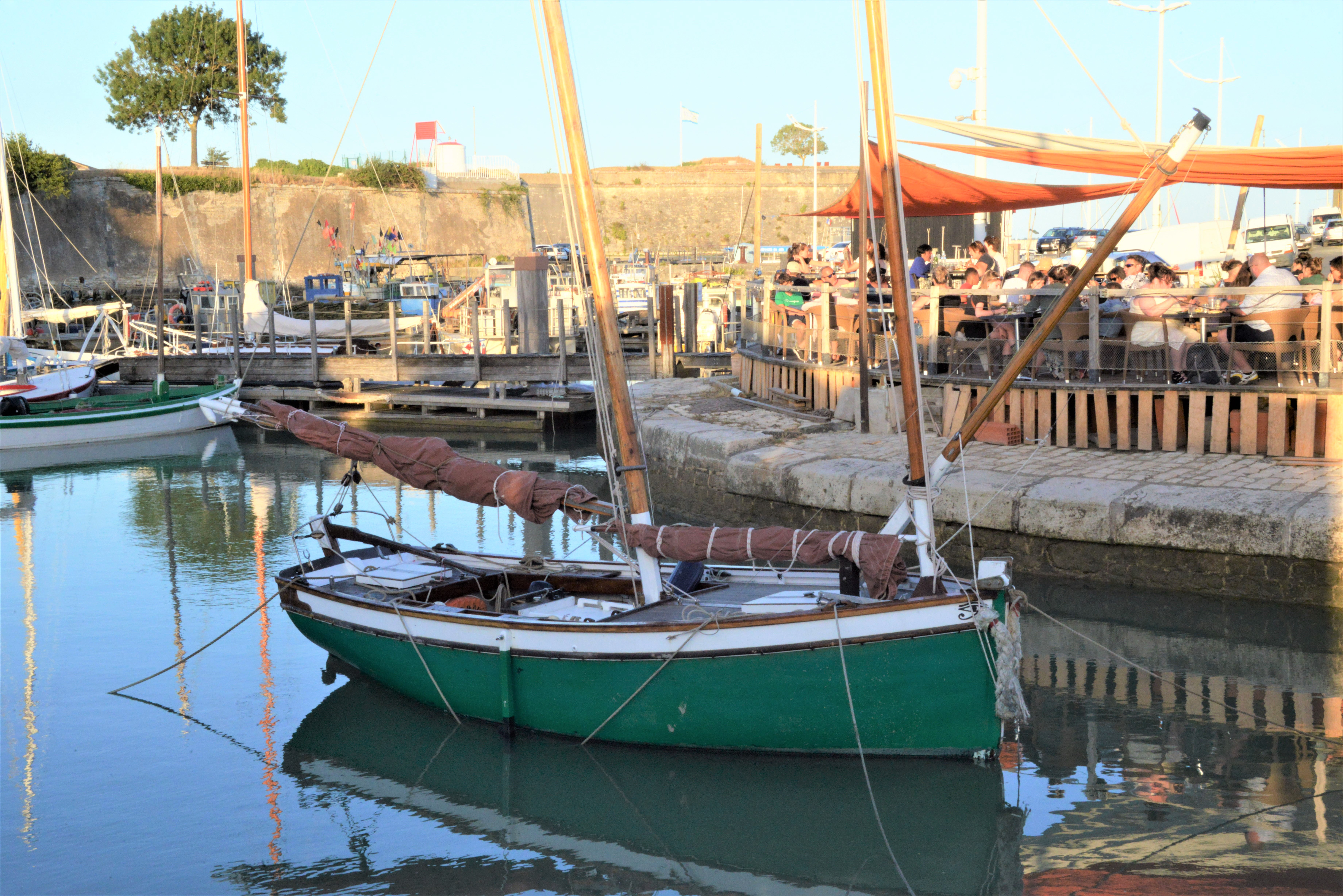

Der Flambart war ein Bootstyp, der von Armand Pâris 1865 entworfen wurde mit der Vorgabe, auf einem 6–8 m langen kanuartigen Korpus einen schmalen Aufbau mit wenig Wasserverdrängung, aber großer Segelfläche zu realisieren. Es wurde in der Normandie und Bretagne meist als Küstenfischereiboot, aber auch im Lotsen- und Versorgungsdienst eingesetzt. Die offenen, meist zweimastigen Flambarts mit Sprietsegeln waren bis zu 8 Meter lang.
Von der Mitte des 19. Jahrhunderts bis 1954 waren die Flambarts als Sardinenfangboote beliebt, insbesondere vom Hafen Locquémeau aus, wo es 1909 über 70 Fangboote gab. Der Rückgang der Sardinen in der Bucht nach 1954 beendete auch die Popularität dieses Bootstyps.
Daneben gab es auch einmastige Flambarts mit Rah- oder Gaffelsegeln. Ende des 19. Jahrhunderts waren Flambarts auch als See- und Flussyachten im Einsatz.